# Juvigny-sur-Orne
Juvigny-sur-Orne é uma comuna francesa na região administrativa da Normandia, no departamento Orne. Estende-se por uma área de 3,25 km². Em 2010 a comuna tinha 128 habitantes (densidade: 39,4 hab./km²).